# Metastereotyp
Metastereotyp – wyobrażenie grupy społecznej o stereotypach odnoszących się do tej grupy, a istniejących wśród przedstawicieli innych grup.